# Großer Preis von Deutschland 1984
Der Große Preis von Deutschland 1984 (offiziell XLVI Großer Preis von Deutschland) fand am 5. August auf dem Hockenheimring in Hockenheim statt und war das elfte Rennen der Formel-1-Weltmeisterschaft 1984.

## Berichte

### Hintergrund
Stefan Bellof versäumte seinen Heim-Grand-Prix, da er wegen vertraglicher Pflichten gegenüber Porsche an einem Sportwagen-Rennen auf dem Mosport International Raceway in Kanada teilnehmen musste. Mike Thackwell sollte ihn in Hockenheim vertreten, verfehlte jedoch die Qualifikation. Toleman trat mit nur einem Wagen an, den Ayrton Senna fuhr. Der verletzte Johnny Cecotto wurde vorerst nicht ersetzt, weil Ersatzchassis nur begrenzt vorhanden waren.

### Training
Der in der Weltmeisterschaftswertung führende Alain Prost qualifizierte sich für die Pole-Position vor Elio de Angelis und den beiden Renault-Piloten Derek Warwick und Patrick Tambay. Nelson Piquet bildete zusammen mit Michele Alboreto die dritte Startreihe vor Niki Lauda und Teo Fabi.

### Rennen
de Angelis gelang es, kurz nach dem Start die Führung vor Prost, Piquet sowie den beiden Renault-Piloten Warwick und Tambay zu übernehmen. Dahinter folgte Senna auf Rang sechs. Als sich an dessen Wagen in der sechsten Runde ein Teil der Heckverkleidung löste und den Heckflügel beschädigte, kam es zu einem Unfall bei hoher Geschwindigkeit, den der Basilianer allerdings unverletzt überstand.
Nachdem de Angelis in der achten Runde mit Motorschaden ausgeschieden war, übernahm Prost die Führung, wurde aber noch in derselben Runde von Piquet überholt. Lauda lag inzwischen auf dem dritten Rang. Dahinter folgte Keke Rosberg, der sich von Startplatz 19 aus innerhalb der ersten neun Runden nach vorn gearbeitet hatte. In Runde zehn schied er jedoch durch einen Elektrikdefekt aus und musste den vierten Rang Warwick überlassen.
Als Piquet in der 23. Runde wegen eines Getriebeschadens aufgeben musste, hinterließ er eine McLaren-Doppelführung, die bis ins Ziel bestehen blieb. Warwick wurde Dritter vor Nigel Mansell, Tambay und René Arnoux.

## Meldeliste
| Team                            | Nr. | Fahrer             | Chassis         | Motor                       | Reifen |
| ------------------------------- | --- | ------------------ | --------------- | --------------------------- | ------ |
| MRD International               | 01  | Nelson Piquet      | Brabham BT53    | BMW M12/13 1.5 L4t          | M      |
| MRD International               | 02  | Teo Fabi           | Brabham BT53    | BMW M12/13 1.5 L4t          | M      |
| Tyrrell Racing Organisation     | 03  | Stefan Johansson   | Tyrrell 012     | Ford Cosworth DFY 3.0 V8    | G      |
| Tyrrell Racing Organisation     | 04  | Mike Thackwell     | Tyrrell 012     | Ford Cosworth DFY 3.0 V8    | G      |
| Williams Grand Prix Engineering | 05  | Jacques Laffite    | Williams FW09B  | Honda RA163-E 1.5 V6t       | G      |
| Williams Grand Prix Engineering | 06  | Keke Rosberg       | Williams FW09B  | Honda RA163-E 1.5 V6t       | G      |
| Marlboro McLaren International  | 07  | Alain Prost        | McLaren MP4/2   | TAG/Porsche TTE PO1 1.5 V6t | M      |
| Marlboro McLaren International  | 08  | Niki Lauda         | McLaren MP4/2   | TAG/Porsche TTE PO1 1.5 V6t | M      |
| Skoal Bandit Formula 1 Team     | 09  | Philippe Alliot    | RAM 02          | Hart 415T 1.5 L4t           | P      |
| Skoal Bandit Formula 1 Team     | 10  | Jonathan Palmer    | RAM 02          | Hart 415T 1.5 L4t           | P      |
| John Player Team Lotus          | 11  | Elio de Angelis    | Lotus 95T       | Renault EF4 1.5 V6t         | G      |
| John Player Team Lotus          | 12  | Nigel Mansell      | Lotus 95T       | Renault EF4 1.5 V6t         | G      |
| Team ATS                        | 14  | Manfred Winkelhock | ATS D7          | BMW M12/13 1.5 L4t          | P      |
| Équipe Renault Elf              | 15  | Patrick Tambay     | Renault RE50    | Renault EF4 1.5 V6t         | M      |
| Équipe Renault Elf              | 16  | Derek Warwick      | Renault RE50    | Renault EF4 1.5 V6t         | M      |
| Barclay Nordica Arrows BMW      | 17  | Marc Surer         | Arrows A7       | BMW M12/13 1.5 L4t          | G      |
| Barclay Nordica Arrows BMW      | 18  | Thierry Boutsen    | Arrows A7       | BMW M12/13 1.5 L4t          | G      |
| Toleman Group Motorsport        | 19  | Ayrton Senna       | Toleman TG184   | Hart 415T 1.5 L4t           | M      |
| Spirit Racing                   | 21  | Huub Rothengatter  | Spirit 101B     | Hart 415T 1.5 L4t           | P      |
| Benetton Team Alfa Romeo        | 22  | Riccardo Patrese   | Alfa Romeo 184T | Alfa Romeo 890T 1.5 V8t     | G      |
| Benetton Team Alfa Romeo        | 23  | Eddie Cheever      | Alfa Romeo 184T | Alfa Romeo 890T 1.5 V8t     | G      |
| Osella Squadra Corse            | 24  | Piercarlo Ghinzani | Osella FA1F     | Alfa Romeo 890T 1.5 V8t     | P      |
| Osella Squadra Corse            | 30  | Jo Gartner         | Osella FA1F     | Alfa Romeo 890T 1.5 V8t     | P      |
| Ligier Loto                     | 25  | François Hesnault  | Ligier JS23     | Renault EF4 1.5 V6t         | M      |
| Ligier Loto                     | 26  | Andrea de Cesaris  | Ligier JS23     | Renault EF4 1.5 V6t         | M      |
| Scuderia Ferrari SpA SEFAC      | 27  | Michele Alboreto   | Ferrari 126C4   | Ferrari 031 1.5 V6t         | G      |
| Scuderia Ferrari SpA SEFAC      | 28  | René Arnoux        | Ferrari 126C4   | Ferrari 031 1.5 V6t         | G      |

## Klassifikationen

### Qualifying
| Pos. | Fahrer             | Konstrukteur        | Qualifikationstraining 1 | Qualifikationstraining 1 | Qualifikationstraining 2 | Qualifikationstraining 2 | Start |
| Pos. | Fahrer             | Konstrukteur        | Zeit                     | Ø-Geschwindigkeit        | Zeit                     | Ø-Geschwindigkeit        | Start |
| ---- | ------------------ | ------------------- | ------------------------ | ------------------------ | ------------------------ | ------------------------ | ----- |
| 01   | Alain Prost        | McLaren-TAG-Porsche | 1:49,439                 | 223,588 km/h             | 1:47,012                 | 228,658 km/h             | 01    |
| 02   | Elio de Angelis    | Lotus-Renault       | 1:48,033                 | 226,497 km/h             | 1:47,065                 | 228,545 km/h             | 02    |
| 03   | Derek Warwick      | Renault             | 1:48,576                 | 225,365 km/h             | 1:48,382                 | 225,768 km/h             | 03    |
| 04   | Patrick Tambay     | Renault             | 1:51,414                 | 219,624 km/h             | 1:48,425                 | 225,679 km/h             | 04    |
| 05   | Nelson Piquet      | Brabham-BMW         | 1:48,698                 | 225,112 km/h             | 1:48,584                 | 225,348 km/h             | 05    |
| 06   | Michele Alboreto   | Ferrari             | 1:49,782                 | 222,889 km/h             | 1:48,847                 | 224,804 km/h             | 06    |
| 07   | Niki Lauda         | McLaren-TAG-Porsche | 1:48,912                 | 224,669 km/h             | 1:49,004                 | 224,480 km/h             | 07    |
| 08   | Teo Fabi           | Brabham-BMW         | 1:51,693                 | 219,076 km/h             | 1:49,302                 | 223,868 km/h             | 08    |
| 09   | Ayrton Senna       | Toleman-Hart        | 1:49,395                 | 223,677 km/h             | 1:49,831                 | 222,790 km/h             | 09    |
| 10   | René Arnoux        | Ferrari             | 1:50,830                 | 220,781 km/h             | 1:49,857                 | 222,737 km/h             | 10    |
| 11   | Andrea de Cesaris  | Ligier-Renault      | 1:50,338                 | 221,766 km/h             | 1:50,117                 | 222,211 km/h             | 11    |
| 12   | Jacques Laffite    | Williams-Honda      | 1:51,428                 | 219,597 km/h             | 1:50,511                 | 221,419 km/h             | 12    |
| 13   | Manfred Winkelhock | ATS-BMW             | 1:51,697                 | 219,068 km/h             | 1:50,686                 | 221,069 km/h             | 13    |
| 14   | Marc Surer         | Arrows-BMW          | 1:56,450                 | 210,126 km/h             | 1:51,475                 | 219,504 km/h             | 14    |
| 15   | Thierry Boutsen    | Arrows-BMW          | 1:52,144                 | 218,194 km/h             | 1:51,551                 | 219,354 km/h             | 15    |
| 16   | Nigel Mansell      | Lotus-Renault       | 1:52,958                 | 216,622 km/h             | 1:51,715                 | 219,032 km/h             | 16    |
| 17   | François Hesnault  | Ligier-Renault      | 1:53,985                 | 214,670 km/h             | 1:51,872                 | 218,725 km/h             | 17    |
| 18   | Eddie Cheever      | Alfa Romeo          | 1:54,802                 | 213,143 km/h             | 1:51,950                 | 218,573 km/h             | 18    |
| 19   | Keke Rosberg       | Williams-Honda      | 2:12,229                 | 185,052 km/h             | 1:52,003                 | 218,469 km/h             | 19    |
| 20   | Riccardo Patrese   | Alfa Romeo          | 1:52,769                 | 216,985 km/h             | 1:54,665                 | 213,397 km/h             | 20    |
| 21   | Piercarlo Ghinzani | Osella-Alfa Romeo   | 1:59,505                 | 204,755 km/h             | 1:54,546                 | 213,619 km/h             | 21    |
| 22   | Philippe Alliot    | RAM-Hart            | 1:55,505                 | 211,845 km/h             | 1:55,795                 | 211,315 km/h             | 22    |
| 23   | Jo Gartner         | Osella-Alfa Romeo   | 1:58,457                 | 206,566 km/h             | 1:55,594                 | 211,682 km/h             | 23    |
| 24   | Huub Rothengatter  | Spirit-Hart         | 1:56,112                 | 210,738 km/h             | 2:00,118                 | 203,710 km/h             | 24    |
| 25   | Jonathan Palmer    | RAM-Hart            | 1:56,797                 | 209,502 km/h             | keine Zeit               | –                        | 25    |
| 26   | Stefan Johansson   | Tyrrell-Ford        | 2:00,268                 | 203,456 km/h             | 1:59,461                 | 204,830 km/h             | 26    |
| DNQ  | Mike Thackwell     | Tyrrell-Ford        | 2:01,320                 | 201,691 km/h             | 1:59,516                 | 204,736 km/h             | –     |

### Rennen
| Pos. | Fahrer             | Konstrukteur        | Runden | Stopps | Zeit        | Start | Schnellste Runde |
| ---- | ------------------ | ------------------- | ------ | ------ | ----------- | ----- | ---------------- |
| 01   | Alain Prost        | McLaren-TAG-Porsche | 44     | 0      | 1:24:43,210 | 01    | 1:53,538 (31.)   |
| 02   | Niki Lauda         | McLaren-TAG-Porsche | 44     | 0      | + 3,149     | 07    | 1:53,778         |
| 03   | Derek Warwick      | Renault             | 44     | 0      | + 36,423    | 03    | 1:55,024         |
| 04   | Nigel Mansell      | Lotus-Renault       | 44     | 0      | + 51,663    | 16    | 1:54,466         |
| 05   | Patrick Tambay     | Renault             | 44     | 0      | + 1:11,949  | 04    | 1:54,583         |
| 06   | René Arnoux        | Ferrari             | 43     | 1      | + 1 Runde   | 10    | 1:55,668         |
| 07   | Andrea de Cesaris  | Ligier-Renault      | 43     | 0      | + 1 Runde   | 11    | 1:58,588         |
| 08   | François Hesnault  | Ligier-Renault      | 43     | 0      | + 1 Runde   | 17    | 1:58,421         |
| 09   | Huub Rothengatter  | Spirit-Hart         | 40     | 0      | + 4 Runden  | 24    | 2:03,195         |
| –    | Manfred Winkelhock | ATS-BMW             | 31     | 1      | DNF         | 13    | 1:58,658         |
| –    | Eddie Cheever      | Alfa Romeo          | 29     | 0      | DNF         | 18    | 1:57,460         |
| –    | Teo Fabi           | Brabham-BMW         | 28     | 0      | DNF         | 08    | 1:55,062         |
| –    | Nelson Piquet      | Brabham-BMW         | 23     | 0      | DNF         | 05    | 1:54,328         |
| –    | Riccardo Patrese   | Alfa Romeo          | 16     | 0      | DNF         | 20    | 1:58,257         |
| –    | Piercarlo Ghinzani | Osella-Alfa Romeo   | 14     | 0      | DNF         | 21    | 1:58,425         |
| –    | Jo Gartner         | Osella-Alfa Romeo   | 13     | 0      | DNF         | 23    | 1:59,567         |
| –    | Michele Alboreto   | Ferrari             | 13     | 1      | DNF         | 06    | 1:56,930         |
| –    | Jonathan Palmer    | RAM-Hart            | 11     | 0      | DNF         | 25    | 2:01,116         |
| –    | Keke Rosberg       | Williams-Honda      | 10     | 0      | DNF         | 19    | 1:54,529         |
| –    | Jacques Laffite    | Williams-Honda      | 10     | 0      | DNF         | 12    | 1:56,176         |
| –    | Thierry Boutsen    | Arrows-BMW          | 8      | 0      | DNF         | 15    | 1:57,142         |
| –    | Elio de Angelis    | Lotus-Renault       | 8      | 0      | DNF         | 02    | 1:54,776         |
| –    | Philippe Alliot    | RAM-Hart            | 7      | 1      | DNF         | 22    | 2:02,203         |
| –    | Ayrton Senna       | Toleman-Hart        | 4      | 0      | DNF         | 09    | 1:55,712         |
| –    | Marc Surer         | Arrows-BMW          | 1      | 0      | DNF         | 14    | 3:02,645         |
| DSQ  | Stefan Johansson   | Tyrrell-Ford        | 42     | 0      | + 2 Runden  | 26    | 2:00,730         |

Anmerkungen
1. ↑  Aufgrund von Verstößen gegen das Reglement wurden das Team Tyrrell sowie der Fahrer Johansson im September 1984 rückwirkend für die gesamte Saison 1984 disqualifiziert. Zudem wurde dem Team die Teilnahme an den letzten drei Rennen des Jahres untersagt.

## WM-Stände nach dem Rennen
Die ersten fünf des Rennens bekamen 9, 6, 4, 3, 2 bzw. 1 Punkt(e). In der Fahrerwertung wurden die besten elf Resultate, in der Konstrukteurswertung alle Resultate gewertet.

### Fahrerwertung
| Pos. | Fahrer            | Konstrukteur        | Punkte |
| ---- | ----------------- | ------------------- | ------ |
| 01   | Alain Prost       | McLaren-TAG-Porsche | 44,5   |
| 02   | Niki Lauda        | McLaren-TAG-Porsche | 39     |
| 03   | Elio de Angelis   | Lotus-Renault       | 29     |
| 04   | René Arnoux       | Ferrari             | 25     |
| 05   | Derek Warwick     | Renault             | 23     |
| 06   | Keke Rosberg      | Williams-Honda      | 20,5   |
| 07   | Nelson Piquet     | Brabham-BMW         | 18     |
| 08   | Michele Alboreto  | Ferrari             | 11,5   |
| 09   | Patrick Tambay    | Renault             | 10     |
| 10   | Nigel Mansell     | Lotus-Renault       | 9      |
| 11   | Ayrton Senna      | Toleman-Hart        | 9      |
| 12   | Jacques Laffite   | Williams-Honda      | 5      |
| 13   | Teo Fabi          | Brabham-BMW         | 4      |
| 14   | Riccardo Patrese  | Alfa Romeo          | 3      |
| 15   | Eddie Cheever     | Alfa Romeo          | 3      |
| 16   | Andrea de Cesaris | Ligier-Renault      | 3      |

| Pos. | Fahrer             | Konstrukteur      | Punkte |
| ---- | ------------------ | ----------------- | ------ |
| 17   | Thierry Boutsen    | Arrows-Ford/-BMW  | 3      |
| 18   | Piercarlo Ghinzani | Osella-Alfa Romeo | 2      |
| 19   | Marc Surer         | Arrows-Ford/-BMW  | 0      |
| 20   | Corrado Fabi       | Brabham-BMW       | 0      |
| 21   | Mauro Baldi        | Spirit Hart       | 0      |
| 22   | Manfred Winkelhock | ATS-BMW           | 0      |
| 23   | Jonathan Palmer    | RAM-Hart          | 0      |
| 24   | François Hesnault  | Ligier-Renault    | 0      |
| 25   | Huub Rothengatter  | Spirit Hart       | 0      |
| 26   | Johnny Cecotto     | Toleman-Hart      | 0      |
| 27   | Philippe Alliot    | RAM-Hart          | 0      |
| –    | Jo Gartner         | Osella-Alfa Romeo | 0      |
| –    | Mike Thackwell     | RAM-Hart          | 0      |
| DSQ  | Martin Brundle     | Tyrrell-Ford      | 8      |
| DSQ  | Stefan Bellof      | Tyrrell-Ford      | 5      |
| DSQ  | Stefan Johansson   | Tyrrell-Ford      | 0      |

### Konstrukteurswertung
| Pos. | Konstrukteur        | Punkte |
| ---- | ------------------- | ------ |
| 01   | McLaren-TAG-Porsche | 83,5   |
| 03   | Lotus-Renault       | 38     |
| 02   | Ferrari             | 36,5   |
| 04   | Renault             | 33     |
| 05   | Williams-Honda      | 25,5   |
| 06   | Brabham-BMW         | 22     |
| 07   | Toleman-Hart        | 9      |
| 08   | Alfa Romeo          | 6      |

| Pos. | Konstrukteur      | Punkte |
| ---- | ----------------- | ------ |
| 09   | Arrows-Ford/-BMW  | 3      |
| 10   | Ligier-Renault    | 3      |
| 11   | Osella-Alfa Romeo | 2      |
| 12   | Spirit-Hart       | 0      |
| 13   | ATS-BMW           | 0      |
| 14   | RAM-Hart          | 0      |
| DSQ  | Tyrrell-Ford      | 13     |

Anmerkungen
1. ↑  Tyrrell wurde im September 1984 wegen Reglementverstoßes aus der Weltmeisterschaft ausgeschlossen; Auslöser waren verbotene Wassertanks, die nach jedem Grand Prix befüllt wurden und auf diese Weise für ein Untergewicht während der Rennen sorgten.